# Foto Strakosha
Fotaq „Foto“ Strakosha (* 29. März 1965 in Tepelena, Kreis Tepelena) ist ein ehemaliger albanischer Fußballtorwart. Mit 73 Länderspieleinsätzen ist er Rekordspieler der albanischen Nationalmannschaft.
Zurzeit trainiert er die albanische U-19-Fußballnationalmannschaft. Sein Sohn Thomas Strakosha (* 1995) ist ebenso Torwart und spielt seit der Saison 2013/14 bei Lazio Rom.

## Karriere
Seine Karriere begann Strakosha bei seinem Heimatverein Minatori Tepelena, ehe er zu KS Dinamo Tirana wechselte. Mit dem Hauptstadtverein wurde er 1990 Albanischer Meister und gewann 1989 und 1990 den albanischen Pokal. 1990 debütierte er außerdem in der albanischen Nationalmannschaft. Zum Jahresbeginn 1991 wechselte er nach Griechenland, wo er bis zum Ende seiner Karriere spielen sollte. Sein erster Verein dort war PAS Giannina.
Nachdem er zwischenzeitlich für Ethnikos Piräus gespielt hatte, wechselte er 1993 zu Olympiakos Piräus, wo er mit dem Gewinn der Griechischen Meisterschaft 1997 seinen größten Erfolg feierte. Ein weiterer großer Erfolg war der Pokalsieg 1998 mit Panionios Athen.
Nachdem er für verschiedene kleinere Vereine in Griechenland sowie ein zweites Mal für Panionios im Tor gestanden hatte, beendete er 2005 im Alter von 40 Jahren seine Karriere. Im selben Jahr bestritt er sein letztes von 73 Länderspielen, die ihn zum Rekordspieler Albaniens machten.